# 앤섬
앤섬(anthem)은 국가 및 단체 등 특정 집단의 상징 및 그 집단을 하나로 집약시키는 구심적 기능을 목적으로 사용되는 음악이다.

## 역사
성공회의 예배식에서 쓰이는 합창 음악에서 출발하였다.
로마 가톨릭 교회에서 사용되는 모테토와 비슷한 역할을 하지만, 원칙적으로 오르간 반주를 가진다. 합창만으로 부르는 것을 풀 앤섬, 독창부분이 있는 것을 파트 앤섬이라 하여 구분한다.

## 종류

### 국가 (National anthem)
국가 (國歌)는 대표적인 앤섬이다.

### 스포츠 앤섬 (Sports anthem)
축구의 FIFA 앤섬과 UEFA 챔피언스리그 앤섬처럼 분위기를 끌어올리는 용도로 제작되어 널리 이용되고 있다.